# Syrphoctonus lipothrix
Syrphoctonus lipothrix är en stekelart som först beskrevs av Setsuya Momoi 1973.  Syrphoctonus lipothrix ingår i släktet Syrphoctonus och familjen brokparasitsteklar. Inga underarter finns listade i Catalogue of Life.